# Selaginaceae
Selaginaceae is een botanische naam, voor een familie van de tweezaadlobbige planten. Een familie onder deze naam wordt zelden erkend door systemen voor plantentaxonomie, maar indertijd wel door het systeem van De Candolle, waarin ze deel uitmaakte van de Corolliflorae en het systeem van Bentham & Hooker, alwaar ze deel uitmaakte van de Gamopetalae.
Meestal worden de betreffende planten ingedeeld in de familie Scrophulariaceae.